# Rödermark
Rödermark är en stad i Landkreis Offenbach i Regierungsbezirk Darmstadt i förbundslandet Hessen i Tyskland. Kommunen Rödermark bildades 1 januari 1977 genom en sammanslagning av de tidigare kommunerna Ober-Roden und Urberach. Kommunen fick stadsrättigheter 1980.